# Мозіні (Вісконсин)
Мозіні (англ. Mosinee) — місто (англ. city) в США, в окрузі Марафон штату Вісконсин. Населення — 4452 особи (2020).

## Географія
Мозіні розташоване за координатами 44°47′27″ пн. ш. 89°41′4″ зх. д. / 44.79083° пн. ш. 89.68444° зх. д. (44.790723, -89.684582).  За даними Бюро перепису населення США в 2010 році місто мало площу 22,14 км², з яких 20,13 км² — суходіл та 2,00 км² — водойми.

## Демографія
Згідно з переписом 2010 року, у місті мешкало 3988 осіб у 1660 домогосподарствах у складі 1110 родин. Густота населення становила 180 осіб/км².  Було 1791 помешкання (81/км²).
Расовий склад населення:
| - 97,6 % — білих - 0,5 % — корінних американців - 0,5 % — азіатів - 0,3 % — чорних або афроамериканців |

До двох чи більше рас належало 0,7 %. Частка іспаномовних становила 1,3 % від усіх жителів.
За віковим діапазоном населення розподілялося таким чином: 25,0 % — особи молодші 18 років, 59,4 % — особи у віці 18—64 років, 15,6 % — особи у віці 65 років та старші. Медіана віку мешканця становила 39,1 року. На 100 осіб жіночої статі у місті припадало 96,9 чоловіків;  на 100 жінок у віці від 18 років та старших — 94,6 чоловіків також старших 18 років.
Середній дохід на одне домашнє господарство  становив 70 266 доларів США (медіана — 58 971), а середній дохід на одну сім'ю — 88 552 долари (медіана — 76 944). Медіана доходів становила 42 285 доларів для чоловіків та 38 580 доларів для жінок. За межею бідності перебувало 5,2 % осіб, у тому числі 8,0 % дітей у віці до 18 років та 0,0 % осіб у віці 65 років та старших.
Цивільне працевлаштоване населення становило 2178 осіб. Основні галузі зайнятості: виробництво — 21,9 %, роздрібна торгівля — 19,8 %, освіта, охорона здоров'я та соціальна допомога — 18,9 %.